# أوريرا
بلدية أوريرا (بالإسبانية: Orera) هي بلدية تقع في مقاطعة سرقسطة التابعة لمنطقة أراغون شمال شرق إسبانيا.

## الديموغرافيا
بلغ عدد سكان بلدية أوريرا 136 نسمة عام 2011 (وفقاً للمعهد الوطني الإسباني للإحصاء).
| 143 | 134 | 125 | 135 | 122 | 126 | 136 |